# 建築家ヴィクトル・オルタの主な都市邸宅群 (ブリュッセル)
「建築家ヴィクトル・オルタの主な都市邸宅群」は、ベルギーの首都ブリュッセルにあるユネスコ世界遺産のひとつ（ID1005）。建築家ヴィクトル・オルタは19世紀末から20世紀初頭にアール・ヌーヴォーと建築を見事に融合させた人物で、当時ブリュッセルで活動したアール・ヌーヴォー建築家たちの中心的な存在であった。彼の手がけた邸宅は数多かったが、世界遺産に登録された4件には、彼の革新性がよくあらわれている。
当時のブリュッセルの住宅は、入り口は常に正面横にあり、側面の廊下が長く伸びていた。この廊下に面した3つの部屋のうち、真ん中にあった部屋は光が差し込まず、暗いものであった。これに対してオルタは、部屋の配置を工夫してガラスを効果的に利用することで、邸内に光をうまく取り込んだ。また、材質には鉄、ガラスなどを好んで用い、デザイン的には曲線を多用することで、美しい内部空間を演出した。

## 登録された邸宅
美術館になっているオルタ邸以外は私邸なので、一般観光客には公開されていない。

### タッセル邸
タッセル邸（Hôtel Tassel ; 世界遺産 ID1005-001）は1893年から1894年に建築された邸宅で、ブリュッセルのジャンソン街6番地 (rue Paul-Emilie Janson 6) にある。ブリュッセル自由大学教授タッセルの依頼で建造されたものであり、アール・ヌーヴォーと建築の融合を成功させた最初の成功例と見なされている。

### ソルヴェー邸
ソルヴェー邸 (Hôtel Solvay ; ID1005-002) は、1895年から1903年にかけて建築された邸宅で、ルイーズ大通り224番地 (avenue Louise 224) にある。依頼者であるオルタのよき理解者アルマン・ソルヴェー (Armand Solvay) が、資金に糸目をつけなかった上に何の注文もつけなかったために、オルタがその創造力を遺憾なく発揮できた。

### ヴァン・エドヴェルド邸
ヴァン・エドヴェルド邸 (Hôtel van Eetvelde ; ID1005-003) は、1897年から1901年に建築された邸宅で、パルメルストン大通り4番地 (avenue Palmerston 4) にある。コンゴ自由国の secrétaire général だったヴァン・エドヴェルドの依頼で建造された大邸宅である。

### オルタ邸
オルタ邸 (Maison & Atelier Horta) は、アトリエと住宅を兼ねたオルタ自身の邸宅である。アメリカン通り23番地から25番地 (rue Américaine 23-25) にあり、1898年から1901年に建築された。現在はアール・ヌーヴォーに関する美術館として、一般に公開されている。

## 登録基準
この世界遺産は世界遺産登録基準のうち、以下の条件を満たし、登録された（以下の基準は世界遺産センター公表の登録基準からの翻訳、引用である）。
- (1) 人類の創造的才能を表現する傑作。
- (2) ある期間を通じてまたはある文化圏において、建築、技術、記念碑的芸術、都市計画、景観デザインの発展に関し、人類の価値の重要な交流を示すもの。
- (4) 人類の歴史上重要な時代を例証する建築様式、建築物群、技術の集積または景観の優れた例。